# Uberto Bonetti
Uberto Bonetti (Viareggio, 31 gennaio 1909 – Viareggio, 10 aprile 1993) è stato un pittore e disegnatore italiano.

## Biografia
Studiò presso l'Accademia di Belle Arti di Lucca dove ebbe come insegnante Lorenzo Viani.  
Nel 1930 a Viareggio conobbe Filippo Tommaso Marinetti. L'anno dopo disegnò la maschera carnevalesca di Viareggio Burlamacco. 
Intorno al 1932 aderì ai principi dell'aeropittura futurista enunciati nel 1929 dai futuristi Marinetti, Balla, Depero, ecc. 
Incoraggiato da Depero e Thayaht, Bonetti si dedicò anche alla moda creando modelli. 
Dal 1932 al 1935 e successivamente nel 1938 collaborò con disegni propagandistici e ispirati alla tematica del volo al settimanale "L'artiglio", organo ufficiale del partito fascista lucchese. 
Più tardi però si sarebbe distaccato dal partito e i rapporti suoi e della sua famiglia con gli esponenti locali del regime sarebbero diventati sempre più tesi. 
Fra le produzioni più note di Bonetti sono le Aeroviste italiane, serie di aeropitture realizzate fra il 1932 e il 1940, in cui sono rappresentate diverse città italiane: Pisa, Pistoia, Roma, Bolzano, Sirmione, Cagliari, Nuoro e altre. Alcune di esse nascevano come bozzetti per il progetto, mai realizzato, di esporre pannelli con aeroviste delle principali città e delle località turistiche nelle sedi di rappresentanza italiane all'estero. 
In molti casi, le vedute nascevano dall'esperienza diretta di volo maturata da Bonetti sui campi di volo di Viareggio e Pisa. 
Coerentemente con l'estetica futurista, che concepisce anche i testi come elementi visivi, nelle sue aeropitture le lettere che compongono i nomi delle città ritratte sono spesso integrate nel disegno, facendo così coincidere titolo ed immagine.